# Monika Lipińska
Monika Lipińska (* 10. Mai 1974) ist eine polnische Badmintonspielerin. 

## Karriere
Monika Lipińska gewann schon als Juniorin 1990 ihre erste Medaille bei den polnischen Meisterschaften der Erwachsenen. Ihren einzigen Titel gewann sie dort 1994 im Damendoppel mit Sylwia Rutkiewicz.

## Sportliche Erfolge
| Saison | Veranstaltung                                  | Disziplin   | Platz | Name                                                                    |
| ------ | ---------------------------------------------- | ----------- | ----- | ----------------------------------------------------------------------- |
| 1990   | Polnische Meisterschaften der Junioren         | Dameneinzel | 1     | Monika Lipińska                                                         |
| 1990   | Polnische Einzelmeisterschaften                | Damendoppel | 3     | Monika Lipińska / Sylwia Rutkiewicz (Wilga Garwolin / Azs Uw Warszawa)  |
| 1991   | Polnische Einzelmeisterschaften                | Dameneinzel | 2     | Monika Lipińska (Wilga Garwolin)                                        |
| 1991   | Polnische Meisterschaften der Junioren         | Dameneinzel | 1     | Monika Lipinska                                                         |
| 1991   | Polnische Einzelmeisterschaften                | Damendoppel | 3     | Monika Lipińska / Sylwia Rutkiewicz (Wilga Garwolin / Azs Uw Warszawa)  |
| 1992   | Ungarn: Internationale Juniorenmeisterschaften | Damendoppel | 1     | Monika Lipinska / Marzena Lipińska                                      |
| 1992   | Polnische Meisterschaften der Junioren         | Dameneinzel | 1     | Monika Lipinska                                                         |
| 1992   | Polnische Meisterschaften der Junioren         | Damendoppel | 1     | Sylwia Rutkiewicz / Monika Lipinska                                     |
| 1992   | Polnische Einzelmeisterschaften                | Damendoppel | 3     | Monika Lipińska / Sylwia Rutkiewicz (Wilga Garwolin / ----)             |
| 1993   | Polnische Einzelmeisterschaften                | Dameneinzel | 3     | Monika Lipińska (Polonez Warszawa)                                      |
| 1993   | Polnische Einzelmeisterschaften                | Damendoppel | 3     | Monika Lipińska / Sylwia Rutkiewicz (Polonez Warszawa)                  |
| 1994   | Polnische Einzelmeisterschaften                | Damendoppel | 1     | Monika Lipińska / Sylwia Rutkiewicz (Polonez Warszawa)                  |
| 1995   | Polnische Einzelmeisterschaften                | Dameneinzel | 2     | Monika Lipińska (Wilga Garwolin)                                        |
| 1995   | Polnische Einzelmeisterschaften                | Damendoppel | 2     | Monika Lipińska / Sylwia Rutkiewicz (Wilga Garwolin / Polonez Warszawa) |

## Referenzen
- Monika Lipińska beim Badminton-Weltverband

| Personendaten    | Personendaten                |
| ---------------- | ---------------------------- |
| NAME             | Lipińska, Monika             |
| KURZBESCHREIBUNG | polnische Badmintonspielerin |
| GEBURTSDATUM     | 10. Mai 1974                 |